# Север (кондитерское производство)
Кондитерское производство «Север» — одно из старейших в Санкт-Петербурге‚ специализированное предприятие по выпуску тортов, пирожных, рулетов, пряников и печенья. Первоначально полностью размещалось в здании Санкт-Петербургского управления Сибирского торгового банка, по адресу Невский проспект, 44.

## История здания и предприятия до революции
Невский проспект, дом 44 1908—1910 гг., архитектор Б. Гиршович (при участии М. Лялевича).
В середине XVIII века этот участок входил в территорию малой императорской конюшни. В середине XVIII в. участок был занят малой императорской конюшней с деревянными службами. В 1778 году построен трёхэтажный дом для камердинера Н. С. Козлова. Позже дом был надстроен четвёртым этажом.
В здании в 1840-х годах размещалась редакция знаменитого русского журнала «Отечественные записки». В то время журнал выходил под редакцией Андрея Краевского и был знаменем русского западничества, в нём жили Валериан Майков и Виссарион Белинский. В 1857—1858 гг. арх. Н. П. Гребёнка надстроил пятый этаж.
В 1907 году участок перешёл Сибирскому торговому банку, основанному в 1872 году в Екатеринбурге и финансирующему горную промышленность Сибири. В 1908—1910 гг. здание перестроено по проекту арх. Гиршовича Б. И. при участии Лялевича М. С. Третий, четвёртый и пятый этажи объединены пилястрами. Венчает здание широкий фронтон. Фасад облицован серым гранитом. Скульптуры выполнены В. В. Кузнецовым. Последнее (нынешнее) здание — качественный и даже благородный неоклассицизм: твёрдо расчерченный серый гранитный фасад, ясно прорисованные детали, крепкие рельефы. Сдержанно-эффектный вход, отличные двери, хорошие дорические колонны и настоящий зал. Четкость этой неоклассики особенно заметна на фоне южнославянского модерна соседнего дома (Невский проспект, 46).
В 1870-х на первом этаже в кондитерской О. Ф. Андреева собирались участники «Народной воли». 
Первое письменное упоминание о булочной-кондитерской на Невском, 44 можно найти в ежегоднике «Весь Петербург» за 1903 год. Именовалась она «А. Андреев» и принадлежала первой гильдии купцу Федору Крымзенкову.
Средств, пущенных в оборот, сначала с трудом хватило на оборудование одного цеха и тесного торгового зала. Производство и точка сбыта размещались в одном здании — Крымзенков решил, что лучше не тратиться на площади, и минимизировал коммерческий цикл. Продукта производилось немного, зато реализовывался он полностью: за день испек — за день продал. Помимо экономии на времени и перевозках, эта минимизация имела ещё одно важное последствие. В лавке не было и не могло быть несвежего товара — всё «с пылу с жару», из-под руки кондитера. Крымзенков сам стоял за кассой, причём одет был в извозчичью куртку с шарфом и валенки. Выручка его заведения, его второе название было кафе «Централь», — доходила до 500 рублей в день. Петербуржцы быстро оценили это, и на Невском проспекте каждый день стала собираться огромная очередь. После революции заведение перешло к семейству Лор, владельцам целой «сети» кондитерских и «конфетных мастерских».
20 декабря 1908 года в кафе произошел взрыв.

## Кондитерское производство в годы СССР
Булочная-кондитерская и кафе просуществовали до конца 20-х годов, а после окончания НЭПа были национализированы и переданы сначала артели «Коопромхлеб», а затем артели «Хлебопечения». В качестве филиала I-й Государственной конфетно-шоколадной фабрике имени Самойловой они числятся с 1936 года. С этого времени булочная уже прекратила своё существование, а в магазине осуществлялась продажа только продукции кондитерской фабрики.
Магазин, в котором продавались свежие торты и пирожные, и получил название «Норд». С 1936 года эмблемой производства стали 2 белых медведя.

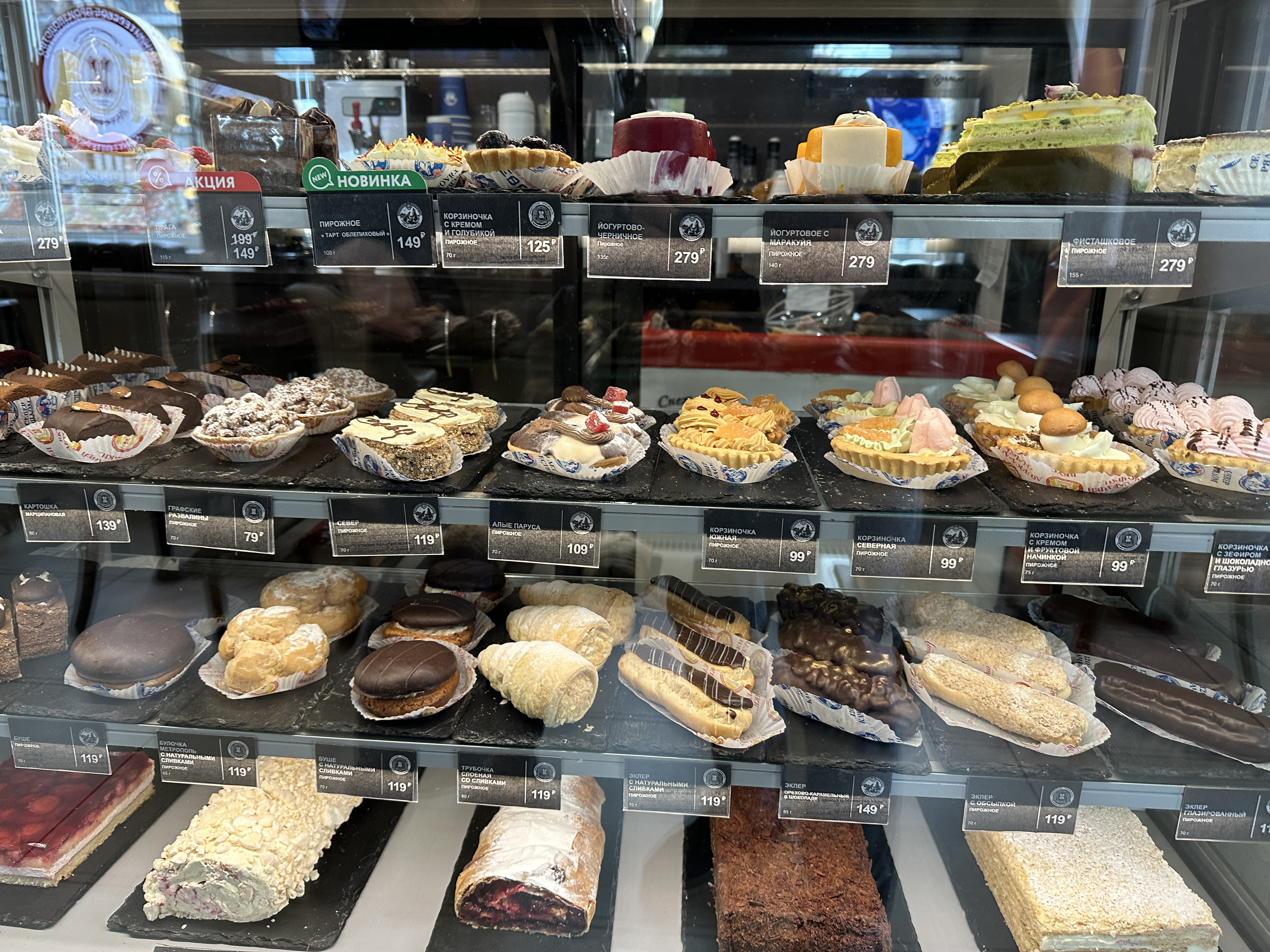
Ассортимент

Во время войны магазин «Норд» и кафе приостановили работу, но возобновили её уже в 1946 году. С этого же года на кондитерском производстве в должности заместителя заведующего производством работала исключительно талантливый технолог — Виктория Львовна Татарская. Викторией Татарской были разработаны торты-легенды: «Ленинградский», «Белая ночь», «Лунный», «Норд», «Славянский», «Аврора» и пирожные «Север», «Ленинградское», «Невское», «Лотос». Виктория Львовна проработала на производстве до 1975 года. Многие торты советского ассортимента выпускаются до сих пор.
В 1951 году в рамках борьбы с космополитизмом и низкопоклоничеством перед Западом производство получило название «Север».

## Кондитерское производство в 90-е годы
В результате приватизации Кондитерское производство «Север» перешло в управление СПб ООИ (Санкт-Петербургская Общественная Организация Инвалидов) «Белый медведь» (акционеры братья Шевченко). Братьев Сергея и Вячеслава Шевченко в шутку называют «хозяевами Невского проспекта» — они владеют ОАО «Норд», в которое входят расположенные на главной городской магистрали основные рестораны, клубы, казино, магазины. Кроме того, группа компаний «Норд» занимается производством мебели, медийным, продовольственным и охранным бизнесом. При этом вместо кафе «Север», расположенного на втором этаже, и ресторана «Нева» была открыта «Галерея бутиков Гранд Палас».
В 1998—1999 гг. Л. Б. Корчагин (Генеральный директор КП «Север») после изучения архивных материалов, определив 1903 год как год основания и первого упоминания в СМИ, вышел на владельцев предприятия с предложением отразить этот факт в рекламе и организовать празднование «100-летия „Север“» в 2003 году (год 300-летия СПб) для закрепления, популяризации и дальнейшего продвижения данного бренда. После одобрения данного предложения на рекламной продукции и упаковке появились надписи «Основано в 1903 г.» и «Вековые традиции».
Президент ОАО «Норд» Ю. А. Зорин организовал празднование «100-летие „Север“» в 2003 году, в дополнение к ежегодно проводимому празднику «День Рождения Севера».

## Реконструкция производства

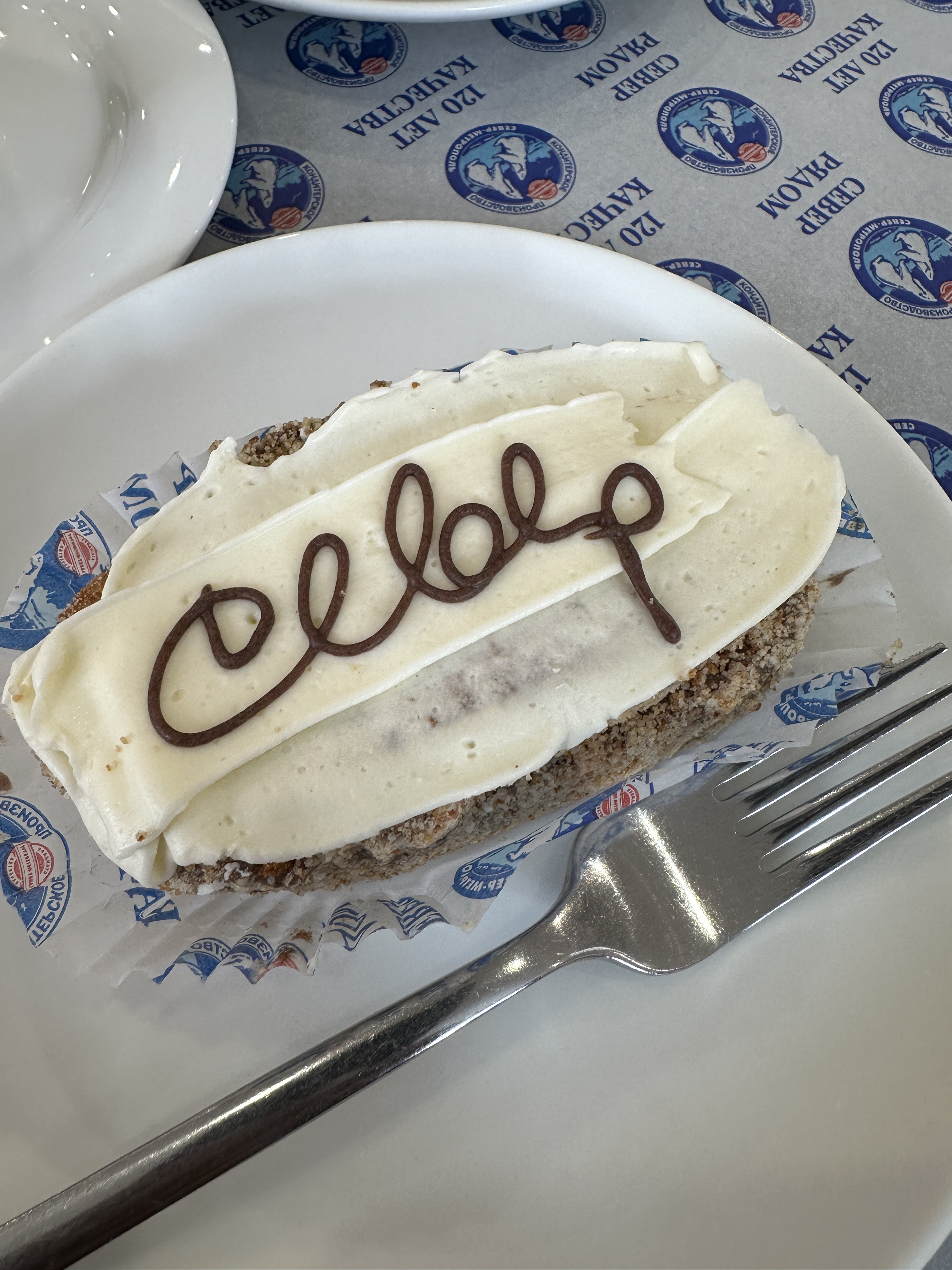
Фирменное пирожное

В 2004 году группа компаний, аффилированных с ОАО «Норд», озвучила проект вывода кондитерских производств «Север» и «Метрополь» из центра города на окраину. Инвестиции в строительство новой фабрики площадью 6,5 тыс. м² — 10 млн $. Ориентировочный ввод в эксплуатацию — 2007 год. Производство разместилось на Выборгской стороне — в Зеленковом пер., 7а, в помещениях, принадлежащих ООО «Невский кондитер» (входит в холдинг «Норд»). В марте 2006 г. совет директоров ОАО «Норд» одобрил покупку нового оборудования на 1,3 млн $, старое оборудование на сайте «Севера» было выставлено на продажу. Кроме того, акционеры приняли решение не выплачивать дивиденды за 2005 г., а направить большую часть прибыли на реконструкцию и модернизацию основных производственных фондов. Идея объединения двух производств на одной площадке была ожидаема. С выводом фабрик из центра города ОАО «Норд» получил 3,5 тыс. м² высвободившихся площадей на Невском пр., 44, и 4 тыс. м² на Садовой ул., 22. Помещение переданы в аренду под офисы, магазины, пивоварню. После реконструкции в 2008 году продолжило работу кафе-кондитерская на Невском проспекте, 44 с собственным мини-производством. Теперь здесь изготавливают только заказные торты и пирожные для кафе.
С 2009 года по инициативе Валентины Матвиенко кондитерская «Север» входит в «Красную книгу памятных мест Санкт-Петербурга» и не подлежит перепрофилированию.